# Julio López (actor argentino)
Julio López (Buenos Aires, 19 de abril de 1934 - Buenos Aires, 4 de agosto de 2012) fue un actor argentino de cine, teatro y televisión.
En 1960 egresó del Conservatorio Nacional (Buenos Aires). El director Roberto Aulés lo convocó para una obra de teatro infantil, y en 1965 empezó a trabajar como actor cómico en el programa televisivo La tuerca ―uno de los ciclos cómicos de Argentina más exitosos―, que se emitió en los canales 13, 11 y 9 durante los períodos 1965 a 1975 y 1981 a 1983. Trabajó allí con
Gogó Andreu,
Tono Andreu,
Rafael Carret,
Guido Gorgatti,
Nelly Láinez,
Tino Pascali,
Vicente Rubino y
Carmen Vallejo.
En 1970 el ciclo ganó un premio Martín Fierro como «mejor programa cómico». Los libretos estaban a cargo de Juan Carlos Mesa y Carlos Garaycochea.
Después de varias décadas como actor, se dedicó también a la dramaturgia, que estudió con Eduardo Rovner, Mauricio Kartun y Ariel Barchilón.

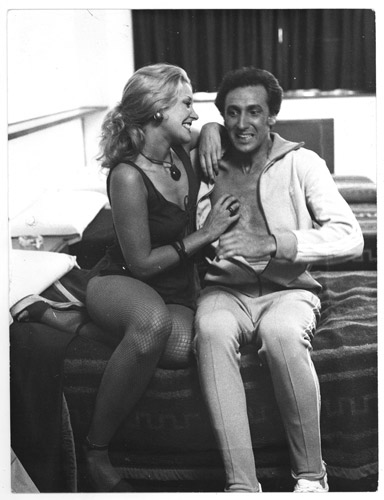
Lynn Allison y Julio López en la película Hay que parar la delantera (1977).

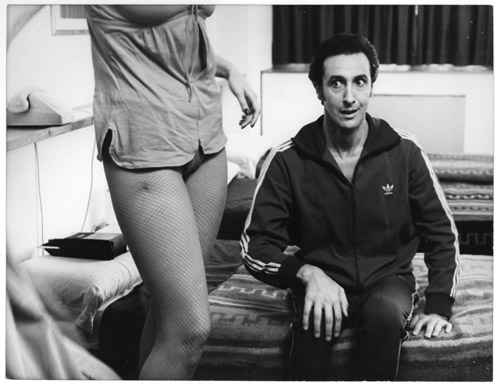
Lynn Allison y Julio López en la película Hay que parar la delantera (1977).

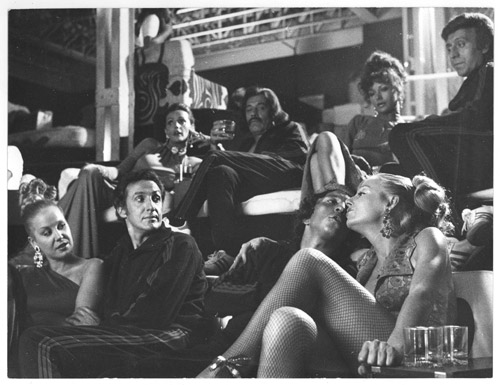
En primer plano, sentados en sillones, Lynn Allison y Julio López, Rudy Chernicoff y Érika Wallner. Detrás Marcela López Rey con Alberto Anchart y Juan Carlos Galván con Susana Kamini, en la película Hay que parar la delantera (1977). Fotografía blanco y negro sobre papel fotográfico brillante.

## Teatro

### Como actor[4]
- 1967: El grito pelado, de Oscar Viale, con Elsa Berenguer y Julio López; dirigida por Héctor Gióvine.
- Che madam.
- Desdentados.
- Relojero (intérprete).
- La hora italiana.
- Tres viejas plumas (participación).
- Malafémmena.
- El pan del adiós.
- Carne dócil.
- Las d’enfrente.
- La señorita de Tacna.
- Pasaje de ida.
- El libro de Ruth.
- Qué lucha.
- 2001: Dos extraños (monólogo), escrita por Julio López, Carlos Pais y Américo Alfredo Torchelli; dirigida por Guillermo Ghio.[5]
- Ostras frescas.
- Las casas de Colomba (intérprete).
- Ciudad nuestra Buenos Aires (voz en off).
- Las de Enfrente (protagonizada por China Zorrilla).

### Como director[4]
- Norma de Boedo.
- Ángeles rotos.

### Como autor[4]
- La isla prometida.
- 2001: Dos extraños (monólogo), escrita por Julio López, Carlos Pais y Américo Alfredo Torchelli; dirigida por Guillermo Ghio.[5]

### Como iluminador[4]
- Shopping and fucking.
- La prueba (el buen Simón Korach).
- Eli & Max.
- Montevideo es mi futuro eterno.
- Petróleo.
- Montacargas.
- Casas de papel.
- Amor de Fedra.

## Televisión[6]
- 1960: Telecómicos (serie).
- 1965-1975 (y 1981-1983): La tuerca (serie cómica), como Globulito y el gestor Gurruchaga
- 1979: Somos nosotros (serie), como Bonina.
- 1981-1983: La tuerca (serie cómica).
- 1990: Stress (serie), como Tucho
- 2006: Casados con hijos, como sacerdote que vuelve a casar a la pareja Argento.
- 2008: Patito Feo, como Leopoldo
- 2011: Víndica (miniserie), en el episodio «Las pastillas del abuelo».

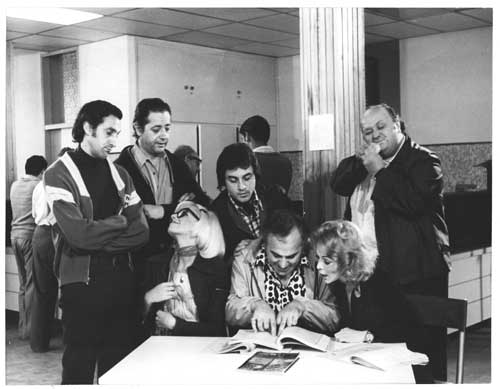
Julio López, Vicente Larrusa, Adriana Aguirre, Tito Mendoza, Eddie Pequenino, Thelma Stefani y otro actor cómico no identificado, en una escena de conjunto en una oficina, en la película Don Carmelo, Il Capo (1976). Fotografía blanco y negro sobre papel fotográfico brillante.

## Cine[6][7]
- 1971: El veraneo de los Campanelli
- 1974: Clínica con música.
- 1976: Los vampiros los prefieren gorditos, como detective Saráchaga.
- 1976: Tú me enloqueces.
- 1976: Don Carmelo Il Capo, como el Flaco.
- 1976: Los hombres solo piensan en eso.
- 1977: Hay que parar la delantera.
- 1979: Millonarios a la fuerza, como Tito González.
- 1980: Gran valor, como Johnny.
- 1982: Esto es vida.
- 1983: Un loco en acción, como Abdala.
- 1984: Mingo y Aníbal, dos pelotazos en contra, como Edson.
- 1985: Miráme la palomita (con Alberto Olmedo, Jorge Porcel, Mario Sapag, Tincho Zabala, Julio López, Delfor Medina), como Dr. Urtizberreta.
- 1985: El telo y la tele.

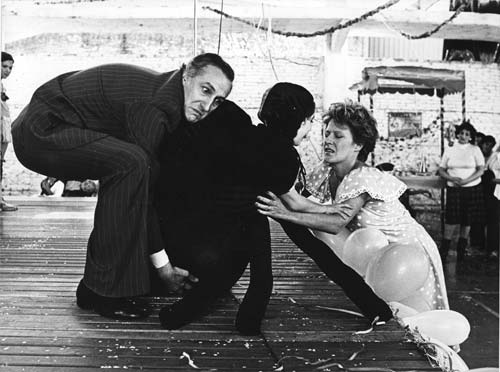
Julio López, un niño disfrazado y Tina Serrano en la película Chechechela, una chica de barrio (1986).

- 1986: Chechechela, una chica de barrio.
- 1996: Moebius, como pasajero en la Estación Dock Sud.
- 1998: Cohen vs. Rosi, como el vecino sadomasoquista.
- 1998: Mar de amores, como Rubén.
- 2001: ¡Click!, como heladero.
- 2005: Los chairos (cortometraje).

## Fallecimiento
Falleció en Buenos Aires a los 78 años, sus restos fueron despedidos en la Capilla del Cementerio de Chacarita, donde fue inhumado.